# Anthem (игра)
Anthem (с англ. — «Гимн») — компьютерная игра в жанре Action/RPG и многопользовательский шутер от третьего лица с открытым миром. Разработчик игры — студия BioWare Edmonton, издатель — Electronic Arts. Игра вышла на платформах Windows, PlayStation 4 и Xbox One. Дата выпуска игры — 22 февраля 2019 года.

## Сюжет
Anthem — это новая постапокалиптическая фантастическая игра от BioWare. В мире, заброшенном ещё при создании, человечество борется за выживание в диких условиях, таящих в себе множество опасностей. Фрилансеры, фракция пилотов невероятных экзокостюмов «Джавелин», стремятся склонить чашу весов в пользу людей.
В начале боги обуздали Гимн, источник чистого творения. И на свет появились дивные земли, возникли гигантские создания, звери и монстры. Но прежде чем их работа была завершена, боги ушли, оставив позади незавершенный мир и свои инструменты созидания.
Мощь Гимна более никем не сдерживалась, и на свободу вырвались меняющие мир катаклизмы, трансформирующие и разлагающие тех, кто пытался овладеть этой силой. Пытаясь выжить, наши предки создали экзокостюмы, рукотворную броню, дающую людям суперспособности. Мир погрузился в вечную борьбу между силой Гимна и инструментами богов, которые его создали. Теперь судьба человечества находится в руках небольшой группы пилотов Джавелинов, известных как Фрилансеры.

## Геймплей
В этом открытом мире, отряды до четырёх игроков отправляются в экспедиции за пределами крепости Форт-Тарсис, чтобы встретить и обнаружить множество скрытых тайн и непредвиденных опасностей которые таятся за её пределами.
С помощью экзокостюма Джавелин, фрилансеры могут исследовать неизведанные места с воздуха, на земле и под водой, причём каждый костюм уникален, содержащий собственный стиль и боевую роль. Изучая внешний мир, фрилансеры могут участвовать в крупномасштабных мировых событиях, таких как Shaper Storms (Бури Перемен), или сталкиваться с непредвиденными опасностями, такими как дикие звери и безжалостные мародёры.
Форт-Тарсис выступает в качестве игровой базы, где фрилансеры могут взаимодействовать друг с другом, модернизировать своё оборудование и принимать новые квесты. В форте игрок может переключаться на режим от первого лица, однако сражения за пределами стены ведутся исключительно от третьего лица.

## Разработка
Первоначально Anthem был проектом, зарегистрированным под кодовым названием «Dylan», в BioWare заявили, что они стремились создать «Боба Дилана в видеоиграх — который будет существовать долгие годы». 10 июня 2017 года официальный тизер для игры был выпущен во время пресс-конференции EA до E3 EA Play. На следующий день в E3 2017 был продемонстрирован предварительный геймплей с режимом поддержкой-4K, играемая в реальном времени на Xbox One X.
Генеральный менеджер BioWare, Аарон Флинн, в интервью CBC Radio рассказал, что студия была нацелена на создание мира научной фантастики как у Марвел и в Звёздных войнах
Первый тизер игры состоялся на пресс-конференции Electonic Arts в рамках E3 2014. Игра под названием Anthem была официально анонсирована на пресс-конференции Electronic Arts EA Play 2017 в рамках E3 2017. На следующий день на пресс-конференции Microsoft был впервые показан геймплей игры с новой консоли Xbox One X.
25 января 2018 года, прошла информация о переносе игры с установленного релиза — на 2019 год. 1 июня 2018 года, до выставки E3 2018, BioWare выпустила два мини тизер-трейлера игры, а также геймплей. Дата выхода 22 февраля 2019 года.
На выставке PAX West 2018 BioWare провели конференцию, где ответили на вопросы об игре и представили концепцию «Наш мир. Моя история». Из неё стало ясно, что геймплей разделён на две части: за пределами Форт-Тарсиса игрок исследует мир, выполняет задания, которые погружают его в мир игры и участвует в, так называемых, «Мировых событиях», это «Наш мир». После этого игрок возвращается в форт, где повествование ведётся строго от первого лица. Здесь игрок может взаимодействовать с персонажами, принимать решения, влияющие на мир «Anthem» и, конечно, получать квесты от фракций и «агентов», каждый из которых является персонажем с полностью прописанной историей, выполняя их задания вы будете лучше узнавать их и мир игры в целом, это «Моя история».
Как выяснилось позже, разработка Anthem была сопряжена с огромным трудностями, включая проблемы с менеджментом, внутренним движком и прочими проблемами, серьёзно повлиявшие на вид игры. Kotaku провело расследование на эту тему и вскрыло множество фактов. Одной из наиболее крупных проблем называют отсутствие технической поддержки со стороны Electronic Arts по движку Frostbite.
24 февраля 2021 года исполнительный продюсер Кристиан Дейли в официальном блоге студии объявил о прекращении разработки и планируемой перезагрузке Anthem. Среди причин такого решения называлась пандемия COVID-19 и желание BioWare сосредоточится на развитии собственных франшиз.

## Оценки и продажи
| Сводный рейтинг       | Сводный рейтинг                              |
| Агрегатор             | Оценка                                       |
| --------------------- | -------------------------------------------- |
| GameRankings          | - XONE: 64,62 % - PS4: 60,00 % - PC: 57,97 % |
| Metacritic            | 59/100                                       |
| «Критиканство»        | 62/100                                       |
| Иноязычные издания    |                                              |
| Издание               | Оценка                                       |
| Destructoid           | 7/10                                         |
| EGM                   | 7,5/10                                       |
| Game Informer         | 7/10                                         |
| GameRevolution        | [ 13 ]                                       |
| GameSpot              | 6/10                                         |
| GamesRadar+           | [ 15 ]                                       |
| IGN                   | 6,5/10                                       |
| PC Gamer (UK)         | 55/100                                       |
| USgamer               | [ 18 ]                                       |
| VideoGamer            | 5/10                                         |
| Русскоязычные издания |                                              |
| Издание               | Оценка                                       |
| Riot Pixels           | 56 %                                         |
| «Игромания»           | «Достойно»                                   |
| «Игры Mail.ru»        | 6,0/10                                       |
| «Канобу»              | 7/10                                         |

По данным агрегатора Metacritic, игра получила смешанные отзывы обозревателей.
По словам обозревателя Eurogamer Оли Уэлша, Anthem — «прекрасная и сломанная [игра] с проблесками гения, безалаберный сумбур в поисках смысла собственного существования». Уэлш посчитал Anthem чрезвычайно противоречивым проектом, пытающимся копировать то Destiny, то Halo; хотя полеты в игре доставляют огромное удовольствие, но в то же время невозможность менять набор навыков за пределами Форт-Тарсиса затрудняет экспериментирование, добываемый игроком «лут» однообразен и неинтересен, а интерфейс нелогичен и заторможен; несмотря на большие размеры карты, на ней не так много контента, миссии и враги слабо отличаются друг от друга.

### Продажи
В своём финансовом отчёте Electronic Arts призналась, что продажи игры оказались ниже ожиданий. По неподтверждённым данным издатель рассчитывал на 5-6 млн проданных копий к 31 марта, вместо которых вышло 3,7 миллиона. При этом также ожидались большие поступления от микротранзакций в самой игре.
В Великобритании в первую неделю продаж игра заняла лидирующие позиции. За неделю с момента выхода число проданных физических копий Anthem составило лишь половину от показателя предыдущей игры BioWare — Mass Effect: Andromeda. Данные по цифровым продажам в EA Origin опубликованы не были. В Японии игра достигла высших позиций по продажам с 78 000 проданными копиями на старте. В Северной Америке по данным NPD Anthem стала второй из игр BioWare по числу загрузок, уступая лишь вышедшей в марте 2012 года Mass Effect 3.
В марте 2019 года Anthem была лидером по загрузкам среди игр для PS4. По данным SuperData, к февралю 2019 года игра заработала более 100 млн долларов, из которых 3,5 млн поступило от внутриигровых транзакций.

### Технические проблемы
В начале марта 2019 года ряд игроков сообщили об отключении их приставок PlayStation 4 в процессе игры, попутно обвиняя Anthem в их поломке. Electronic Arts обратила внимание на эти претензии и провела расследование данной проблемы.